# 砂拉越全民团结党
砂拉越全民团结党（缩写PSB ) 是一个以砂拉越州为基地，并主张砂州地方主义的多种族政党。

## 历史

最初的联合人民党 (UPP) 标志，2014-2019 年。

### 成立联合人民党（UPP）

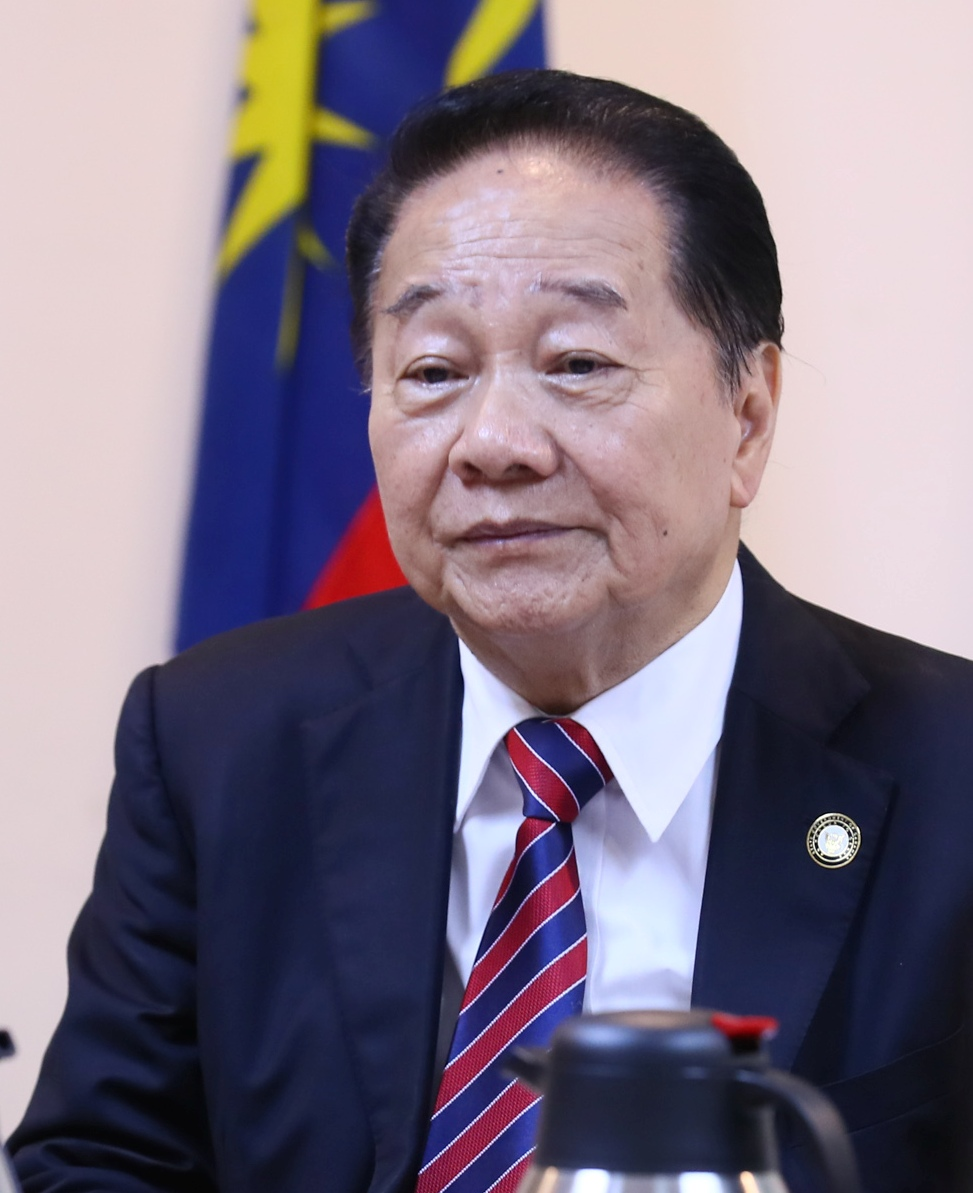
砂拉越团结党创始人黄顺舸

该党最初成立为联合人民党，并于2014年8月17日正式成立，作为总部设在古晋的砂拉越华人社区变革和团结的新象征。   UPP实际上是砂拉越第二财政部长及其支持者在该党领导角逐后成立的人联党的一个分裂党，它最初是一个亲国阵政治契约 然而，联民党加入国阵的希望遭到国阵领导层的反对。  联民党拒绝了土保党 (PBB) 的建议，即联民党应该解散，为其成员加入其他砂拉越国阵成员政党铺平道路，称他们拥有超过 26 个成熟的分支机构，拥有 30,000 名成员，联民党能够筹集在不到两周的时间内为教育基金筹集了 3800 万令吉（930 万美元）。  联民党筹集大量资金的能力广泛归功于他们从砂拉越强大的木材大亨那里获得的支持。 
联民党和国阵的人联党就在2016年砂拉越州选举中争夺席位的划分达成了谅解备忘录，UPP在分配的七个席位中赢得了五个席位。然而，UPP在2016年州选举后取消了与人联党的谅解备忘录。 
双方在2018年大选（GE14）中再次签署了合作谅解备忘录。在第 14 届大选后，国阵联邦政府垮台，砂拉越国阵成员党退出，并在没有联民党的情况下组建砂拉越政党联盟。

### 更名为砂拉越全民团结党
在2018年12月8日举行的特别代表大会（EDC）之后，联民党更名为砂拉越联合党或砂拉越全民团结党（PSB）。该党的名称变更和新标志于2019年获得社团注册局（RoS）的批准。 砂全民团结党在被排除在新成立的砂拉越政党联盟之外，选择维持现状，但通过向砂拉越州政府的新砂拉越政党联盟提供信心与供应协议，从对国阵友好转变为对砂盟友好。 不知何故，当砂全民团结党选择当一个独立政党时，党的地位发生了变化，党总裁黄顺舸于 2019 年 7 月从州内阁提出辞去国际贸易和电子商务部长和第二财政部长的职务。

### 2020—21年马来西亚政治危机
在2020年马来西亚政治危机期间，砂全民团结党斯里阿曼国会议员的支持倾向——玛瑟古扎，在政治舞台上的角力政党充满了猜测和关注。 尽管在 5 月 17 日举行的历史性为期一天的议会会议期间，马西尔被安排与新执政的国盟后座议员一起坐在下议院，但他澄清说，他和砂团结党党仍属于反对党。联邦和州一级。 
长期政治危机的影响也见证了两名前砂拉越人民公正党立法机关代表；现任实兰沟国会议员兼巴克拉兰州议员巴鲁比安和峇都林当州议员施志豪及其支持者于2020年5月30日加入砂全民团结党。2021年8月，国盟首相慕尤丁（Muhyiddin Yassin）辞职，砂全民团结党承诺支持希盟的安华担任首相候选人，但如果安华未被选中，该党将支持沙巴民兴党的沙菲益阿达作为替代人选。 砂全民团结党希望继续保持独立政党，但不隶属于包括希盟在内的任何政治联盟。

### 解散
2024年，副主席称党员将会加入砂拉越的进步党，并且解散。4月6日，党主席黄顺舸带领全体党员正式加入砂拉越民主进步党。

## 州选举结果
| 州选举             | 州立法议会 | 州立法议会            |
| 州选举             | 砂拉越     | 赢得总席位/竞选总席位 |
| ------------------ | ---------- | --------------------- |
| 2/3 多数           | 2 / 3      |                       |
| 2016 年 (国阵直属) | 5 / 82     | 5 / 7                 |
| 2021               | 4 / 82     | 4 / 70                |

## 延伸阅读
民进党（砂拉越）